# Horynka
Horynka (ukrainisch Горинка; russisch Горынка Gorynka, polnisch Horynka) ist ein Dorf im Norden der ukrainischen Oblast Ternopil mit etwa 1400 Einwohnern (2001).

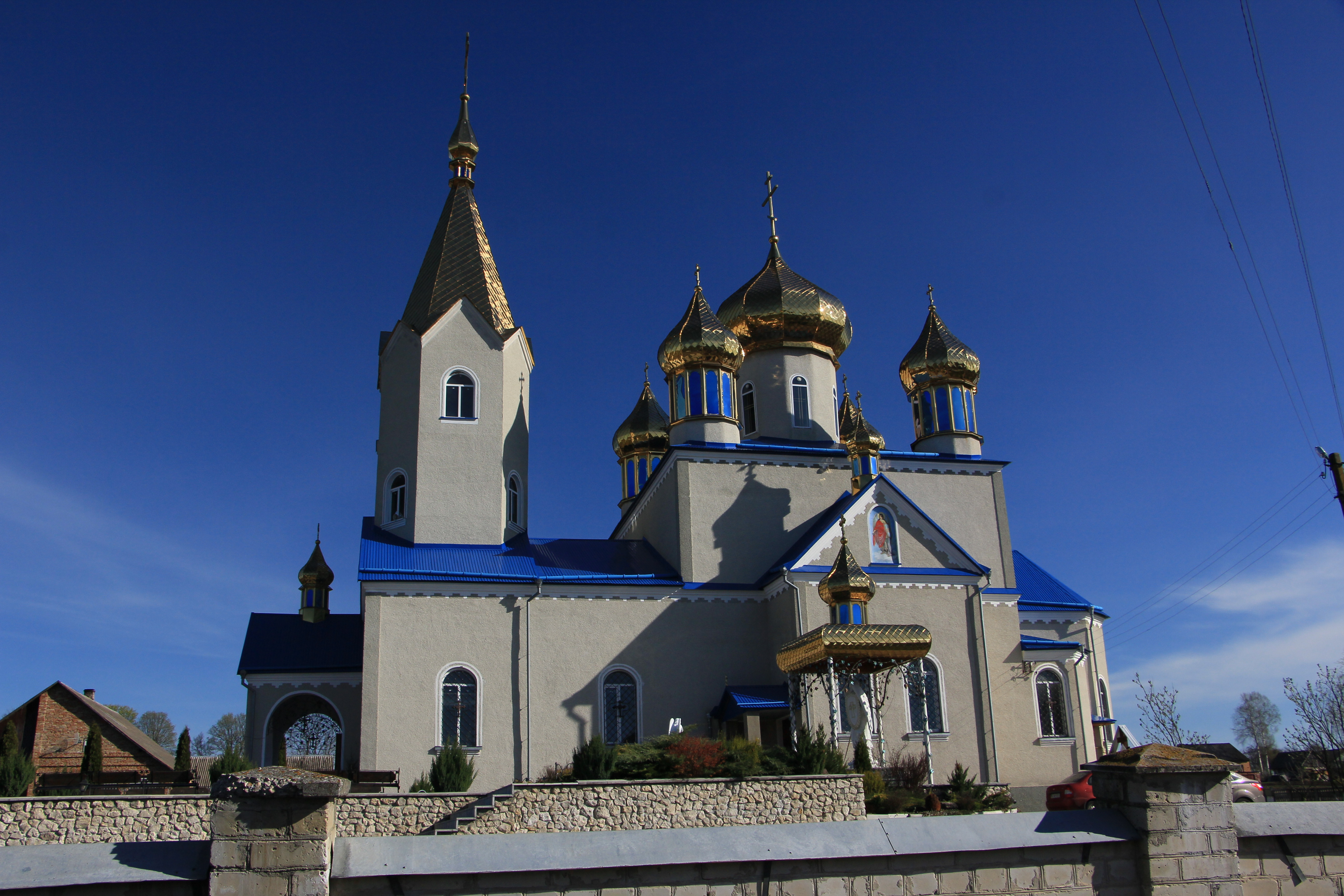
Kirche in Horynka

Das erstmals 1545 schriftlich erwähnte Dorf liegt am Ufer der Horynka (Горинька), einem 32 km langen linksseitigem Nebenfluss der Horyn, 15 km südlich vom Rajonzentrum Kremenez und 56 km nördlich vom Oblastzentrum Ternopil.
Durch das Dorf verläuft die Fernstraße M 19/E 85.
Am 12. Juni 2020 wurde das Dorf ein Teil der neu gegründeten Stadtgemeinde Kremenez im Rajon Kremenez, bis dahin bildete sie zusammen mit den Dörfern Duchiw (Духів) und Kuschlyn (Кушлин) die Landratsgemeinde Horynka (Горинська сільська рада/Horynska silska rada) im Osten des Rajons.